# Armbro Goal
Armbro Goal, född 1 februari 1985 i Ontario i Kanada, död 20 februari 2013 i Danmark, var en kanadensisk varmblodig travhäst. Han tränades av Jan Johnson och Berndt Lindstedt och kördes oftast av John Campbell.
Armbro Goal tävlade åren 1987–1988 och sprang in 1,4 miljoner dollar på 18 starter varav 13 segrar, 1 andraplats och 1 tredjeplats. Han tog karriärens största seger i Hambletonian Stakes (1988). Han segrade även i stora lopp som Canadian Trotting Classic (1988), Beacon Course (1988) och World Trotting Derby (1988).
Han ägdes av en grupp svenskar med Thomas Bertmark i spetsen.
Efter tävlingskarriären var han verksam som avelshingst. Han stallades först upp på Castleton Farm i Lexington i Kentucky i USA. År 1998 flyttades han till stuteriet Orsi Mangelli i Italien och vintern 2008 till Danmark. Hans vinstrikaste avkomma är Defi d'Aunou (1991). Han lämnade även efter sig stjärnor som Winky's Goal (1990), Dream of Goal (1990), Cezio Josselyn (1990), Tap In (1992), Fool's Goal (1995) och Legendary Lover K. (1997). Han är även morfar till Credit Winner (1997) och From Above (1998).
Han avlivades den 20 februari 2013 på grund av tandproblem.